# Yann Queffélec
Yann Queffélec (París, França 1949) escriptor i novel·lista francès, Premi Goncourt de l'any 1985.

## Biografia
Nascut a París el 4 de setembre de 1949, però molt arrelat a la Bretanya on sitúa una part important de les seves obres. Fill de l'escriptor bretò Pierre Queffélec, autor de "Un recteur de l'île de Sein", "Un homme Ouessant", "un Breton bien tranquille" i "Saint-Yves".
Diplomat per l'ICART (Institut Superior de Carreres Artístiques). Ha treballat com a cronista pel programa de France 2, "Pourquoi les manchots n'ont-ils pas froid aux pieds ?" i ha fet una breu aparició a l'adaptació televisiva de la novel·la "Mon frère" de Pierre Loti. També ha estat cronista literàri a "Nouvel Observateur" i membre del grup d'escriptors "Ecrivains de Marine" fundat el 2003 per Jean-François Deniau.
L'any 1978 després d'una trobada casual amb l'editora Françoise Verny va decidir dedicar-se a l'escriptura i l'any 1981 va publicar la seva primera obra, una biografía del compositor Béla Bartók. reeditada el 2013.
Després d'una primera novel·la sobre la guerra d'Algèria, "Le Charme" (1983), el 1985 va rebre el Premi Goncourt per "Les Noces Barbares", obra traduïda a una gran quantitat de llengües. El 1987 la directora Marion Hänsel en va fer una adaptació al cinema, amb el mateix títol de "Les Noces barbares". Posteriorment ha publicat més de quaranta obres (25 novel·les, una biografia d'Eric Tabarly i altres gèneres).
Alguns mitjans l'han qualificat com un dels escriptor més ben pagats del món i amb una gran fortuna personal.

## Obres
Ha escrit novel·les, poesia i lletres per cançons, especialment per Pierre Bachelet.
- 1981: Bela Bartok
- 1982: Le Charme noir
- 1985: Les Noces barbares[7]
- 1988: La Femme sous l'horizon[8]
- 1990: Le Maître des chimères
- 1992: Prends garde au loup
- 1993: Noir animal ou La Menace
- 1994: Disparue dans la nuit, Le Soleil se lève a l'Ouest, La Boîte à joujoux
- 1996: Et la force d'aimer
- 1998: Happy birthday Sara
- 2000: Osmose[9]
- 2002: Boris après l'amou
- 2003: Vert cruel, La Dégustation
- 2004: Moi et toi, Les Affamés, Les Soleils de la nuit
- 2005: Ma première Femme
- 2006: L'Amante, Mineure
- 2007: Le plus heureux des hommes, L'Amour est fou
- 2008: Tabarly, Barbaque
- 2008: Passions criminelles, co-escrit amb Mireille Dumas
- 2009: Adieu Bugaled Breizh, Le Piano de ma mère
- 2010: Les Oubliés du vent, Les Sables du Jubaland
- 2012: Beau parleur
- 2013: Le Dictionnaire amoureux de la Bretagne, La traversée du Petit Poucet
- 2014: Désirable
- 2015: L'Homme de ma Vie
- 2015: Le Dictionnaire amoureux illustré de la Bretagne
- 2018: Naissance d'un Goncourt
- 2019: Demain est une autre nuit

## Premis
- 1985: Premi Goncourt per "Les Noces barbares"
- 1994: Premi Relay per "Disparue dans la nuit"
- 2002: Premi Breizh per "Boris après l'amour"
- 2015: Prix des Hussards per "L'Homme de ma Vie" obra on descriu les doloroses relacions amb el seu pare.[5]